# Le Veston ensorcelé
Le Veston ensorcelé (La gaccia stegrata) est une nouvelle fantastique de l'écrivain italien Dino Buzzati, incluse dans le recueil Le K publié en 1966.
La traduction en français paraît en 1967 aux éditions Robert Laffont.
Bien que très court, ce texte est un exemple de récit fantastique classique ; le lecteur assiste au surgissement d'événements surnaturels dans le contexte banal du quotidien.

## Résumé
Ayant remarqué le complet resplendissant d'un inconnu lors d'une réception à Milan, un jeune homme accepte que son mystérieux tailleur lui en offre un tout aussi parfait, mais dont la poche droite est dotée du pouvoir magique de produire à volonté des billets de banque. Bouleversé de découvrir ce prodige, le jeune homme s'enferme chez lui et passe le reste de la journée à tirer de son nouveau vêtement une somme de 50 millions de lires ,travaillant avec une tension spasmodique dans la crainte de voir cesser d'un moment à l'autre ce miracle. 
Le lendemain, par une singulière coïncidence, il lit avec stupéfaction à la une des journaux qu'une camionnette blindée a été cambriolée, la veille, et délestée d'une somme de 50 millions. En dépit de son inquiétude, le jeune homme continue d'extraire des coupures du veston ensorcelé jusqu'à atteindre cent trente-cinq autres millions, cette fois avec plus de calme et les nerfs moins tendue, mais le lendemain, il apprend que la même somme a été brûlée dans l'incendie d'une grande agence immobilière.
Malgré l'évidence d'un pacte avec le démon, le jeune homme continue de soutirer des billets de son vêtement, s'achète une villa, devient acquéreur de tableaux de maître, de grosses automobiles et parcourt le monde en compagnie de femmes merveilleuses.
Après des années de vie de luxe, il se décide à brûler l'objet magique, mais le veston est à peine consumé qu'une voix s'élève : « Trop tard, trop tard ! ». Le jeune homme a tout perdu et craint maintenant que le vil tailleur vienne sonner à sa porte « pour l'ultime règlement de comptes ».

## Thèmes et influences
Suscités par des démons tentateurs, l'envie, puis les remords que ressent le héros sont des sentiments classiques du fantastique.
Le tailleur est une sorte de diable : il est désigné par le mot « maître » et il est mentionné également que « personne ne le connaît ». L'expression « trop tard, trop tard ! » révèle que le héros est perdu ; il a signé en quelque sorte, et comme se le dit à lui-même, un pacte avec le démon et devra un jour ou l'autre payer le costume (vraisemblablement de son âme). Sur ce point, la nouvelle de Buzzati peut être rapprochée du Faust de Goethe, ou encore de La Peau de chagrin de Balzac.

## Citations
La première apparition surnaturelle qui prend la forme d'une situation banale, la découverte d'un billet :

« Par habitude je ne mets rien dans la poche droite de mon veston, mes papiers je les place dans la poche gauche. Ce qui explique pourquoi ce n’est que deux heures plus tard, au bureau, en glissant par hasard ma main dans la poche droite, que je m’aperçus qu’il y avait un papier dedans. Peut-être la note du tailleur ?
Non. C’était un billet de dix mille lires… »

Destruction du veston :

« Mais à la dernière lueur des flammes, derrière moi — à deux ou trois mètres aurait-on dit —, une voix humaine retentit : « Trop tard, trop tard ! » Terrorisé je me retournai d’un mouvement brusque comme si un serpent m’avait piqué. Mais il n’y avait personne en vue. J’explorai tout alentour sautant d’une roche à l’autre, pour débusquer le maudit qui me jouait ce tour. Rien. Il n’y avait que des pierres. »

Dernières lignes :

« Désormais j’ai repris péniblement mon travail, je m’en tire à grand-peine, et ce qui est étrange, personne ne semble surpris par ma ruine subite. Et je sais que ce n’est pas encore fini. Je sais qu’un jour la sonnette de la porte retentira, j’irai ouvrir et je trouverai devant moi ce tailleur de malheur, avec son sourire abject, pour l’ultime règlement de comptes. »